# Frankfurter Allee
Frankfurter Allee – ulica w Berlinie, w Niemczech, w dzielnicach Mitte (okręg administracyjny Mitte), Friedrichshain (okręg administracyjny Friedrichshain-Kreuzberg) oraz Lichtenberg (okręg administracyjny Lichtenberg). Została wytyczona na początku XVIII wieku, liczy 3,6 km.
Przy ulicy znajduje się stacja kolejowa Berlin Frankfurter Allee.